# Liste der österreichischen Botschafter in Dänemark
Dies ist eine Liste der österreichischen Gesandten und (seit 1961) Botschafter im Königreich Dänemark.

## Missionschefs

### Habsburgische Gesandte (bis 1804)
1691: Aufnahme diplomatischer Beziehungen
...
- 1713–1720: Ignaz Schmid
- 1720–1734: Johann von Harding (Geschäftsträger)
- 1734–1737: Johann Joseph von Khevenhüller-Metsch (1706–1776)
- 1737–1750: Johann von Harding (Geschäftsträger)
- 1750–1756: Franz Xaver Wolfgang von Orsini-Rosenberg (1723–1796)
- 1756–1756: Philipp von Lauterburg (Geschäftsträger)
- 1756–1763: Carl Johann von Dietrichstein-Proskau-Leslie (1728–1808)
- 1763–1764: Anton Binder von Krieglstein (–1791) (Geschäftsträger)
- 1764–1765: Franz Joseph von Wurmbrand-Stuppach (1737–1806)
- 1765–1766: Alois von Locella (1733–1800) (Geschäftsträger)
- 1766–1769: Philipp Welsperg von Primör und Raitenau (1735–1806)
- 1770–1774: Johann von Mercier (Geschäftsträger)
- 1774–1775: Franz Leopold von Metzburg (1746–1789) (Geschäftsträger)
- 1775–1777: Johann Ludwig von Cobenzl (1753–1809)
- 1777–1779: Ludwig d’Yves
- 1779–1782: Johann Friedrich von Kageneck (1741–1800)
- 1782–1785: Leonhard von Collenbach
- 1785–1786: Josef von Preindl (Geschäftsträger)
- 1786–1787: Heinrich von Schlick
- 1787–1789: Maximilian von Mertz (Geschäftsträger)
- 1789–1795: Josef Ludwig Nepomuk von Breuner-Enkevoirth (1765–1813)
- 1795–1801: Carl Wilhelm von Ludolf (1754–1803)
- 1801–1804: Aloys von Kaunitz-Rietberg (1774–1848)

### k.k. Österreichische Gesandte
- 1804–1808: Karl Hemricourt

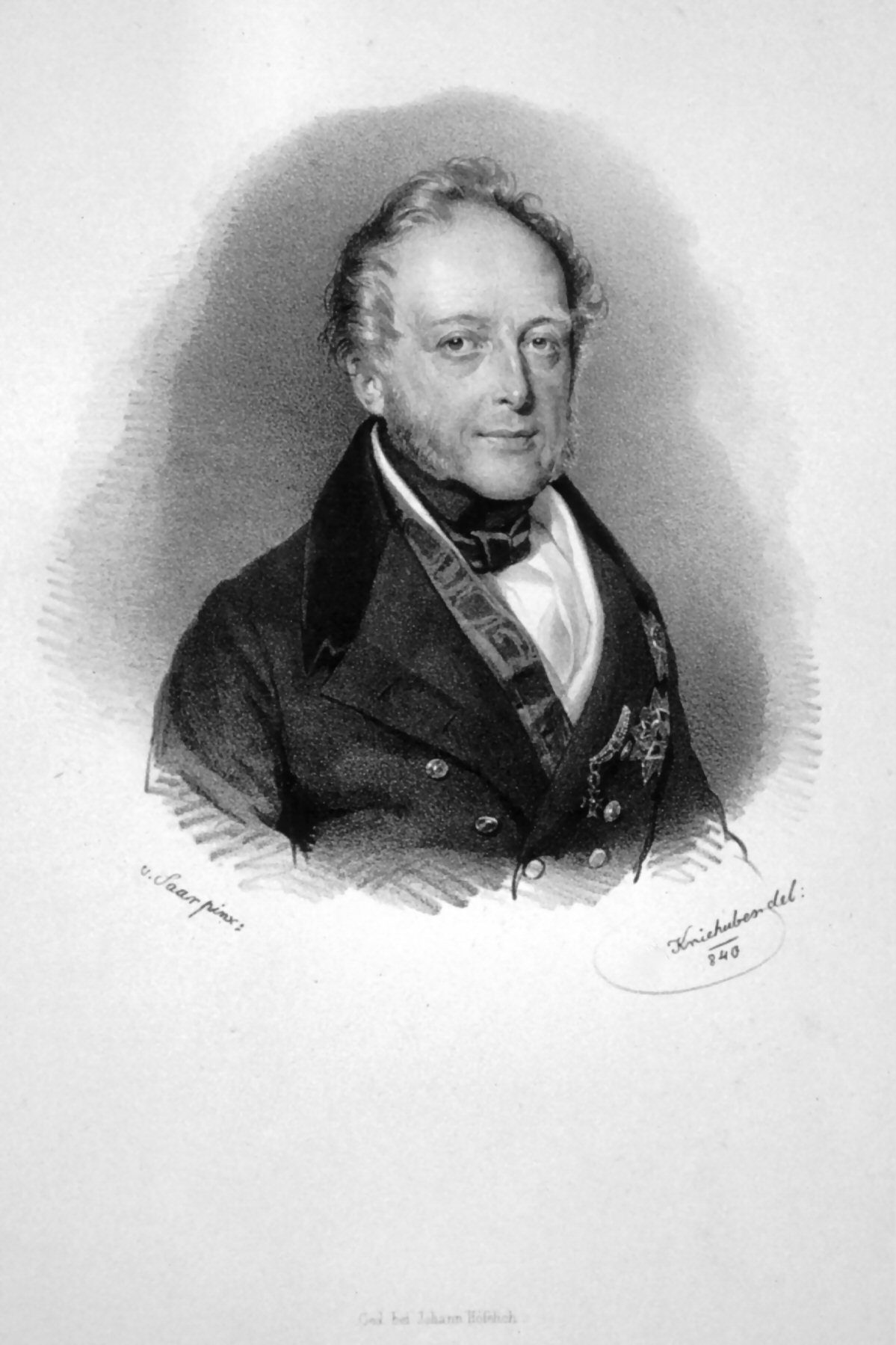
Rudolf v. Lützow (1840)

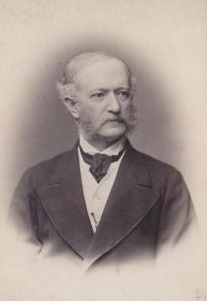
Heinrich v. Haymerle (1878)

- 1808–1810: Friedrich Binder von Krieglstein (Geschäftsträger)
- 1810–1812: Franz Binder von Krieglstein (1774–1855)
- 1812–1815: Rudolf von Lützow (1780–1858)
- 1815–1825: August Ernst von Steigentesch (1774–1826)
- 1825–1829: Franz de Paula von Colloredo-Wallsee (1799–1859)
- 1829–1846: Eduard George Wilhelm von Langenau (1787–1860) (Geschäftsträger)
- 1846–1851: Maximilian von Vrints zu Falkenstein (1802–1896)
- 1851–1856: Eduard von Hartig (1812–1883)
- 1856–1858: Karl von Jäger (Geschäftsträger)
- 1858–1859: Alajos Károlyi (1825–1889)
- 1859–1860: Karl von Jäger (Geschäftsträger)
- 1860–1864: Adolph von Brenner-Felsach (1814–1883)

1864: Unterbrechung der Beziehungen vom 18.1 bis 8.12. infolge der dänischen Novemberverfassung
- 1864–1866: Heinrich Karl von Haymerle (1828–1881) (Geschäftsträger)
- 1866–1866: Felix von Wimpffen (1827–1882)
- 1866–1866: Karl von und zu Franckenstein (1831–1898) (Geschäftsträger)

### k.u.k. Österreichisch-ungarische Gesandte
- 1866–1869: Ludwig von Paar
- 1869–1872: Karl von Eder
- 1872–1873: Ludwig von Paar
- 1873–1874: Emanuel von Salzberg  (Geschäftsträger)
- 1874–1879: Gustav Kálnoky von Köröspatak (1832–1898)
- 1880–1888: Karl von und zu Franckenstein (1831–1898)
- 1888–1888: Maximilian von Gagern (1810–1889) (Geschäftsträger)
- 1888–1889: Konstantin von Trauttenberg (1841–1914)
- 1889–1907: Christoph von Wydenbruck (1856–1917)
- 1907–1908: Ivan von Rubido-Zichy (1908–1995) (Geschäftsträger)
- 1908–1917: Dionys Széchényi (1866–1936)
- 1917–1918: Otto von Franz (1871–1930) (Geschäftsträger)
- 1918: unbesetzt vom 19.7. bis 11.11.

### Österreichische Botschafter (seit 1919)
...
- 1961–1962: Karl Herbert Schober

...
- 1975–1980: Hedwig Wolfram
- 1980–1981: Erich Pichler

...
- 1989–1993(?): Gerhard Gmoser

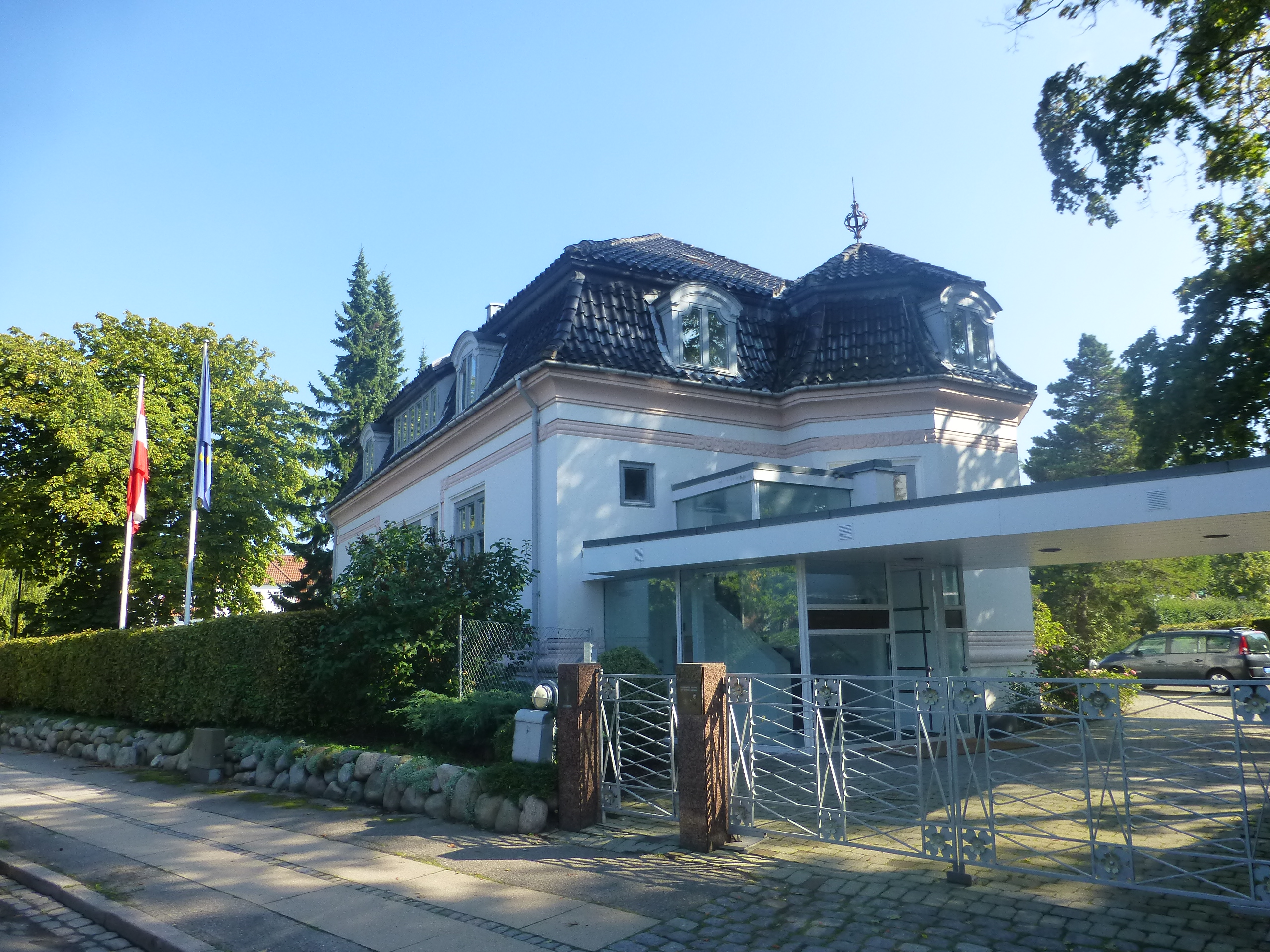
Österreichische Botschaft im Kopenhagener Stadtbezirk Østerbro (2013)

- 1992(?)–199?: Franz Wunderbaldinger (mitakkreditiert in Litauen 1992–1994)

...
- 200?–2003: Helmut Wessely
- 2003–2008: Erich Buttenhauser
- 2008–2009: Erwin Kubesch
- 2009–2013: Daniel Krumholz
- 2013–: Ernst-Peter Brezovszky
- 2017–2021: Maria Rotheiser-Scotti
- seit 2021: Alice Irvin